# Розсвіт (Давлекановський район)
Розсві́т (рос. Рассвет, башк. Рассвет) — село у складі Давлекановського району Башкортостану, Росія. Адміністративний центр Розсвітівської сільської ради.
Населення — 390 осіб (2010; 370 в 2002).
Національний склад:
- росіяни — 51  %